# Paraćinský masakr
Paraćinský masakr, též Paraćinský případ, se odehrál v Jugoslávii 3. září 1987. Ve tři hodiny ráno zastřelil v kasárnách JNA v Paraćinu Azis Keljmendi čtyři lidi a zranil pět dalších. Tento Albánec z Kosova vstoupil do ubikace s automatickou puškou a spáchal jeden z největších masakrů v dějinách SFRJ. Dva ze zabitých vojáků byli z Bosny, jeden etnický Jugoslávec ze Srbska a jeden z Chorvatska.
Důvod jeho činu nebyl zjištěn, protože Azis po spácháni tohoto zločinu utekl z kasáren do nedalekého lesa, kde spáchal sebevraždu. Oficiální verze uvádí, že vojáci, kteří se vydali za Azisem, ho našli mrtvého v lese.[zdroj?]
Azis Keljmendi byl dlouhodobě ve vážném sporu s ostatními vojáky z útvaru z důvodu podezření z krádeže.[zdroj?] Není prokázáno, že by důvod tohoto masakru měl etnický či náboženský kontext, protože dva ze zabitých byli bosenští Muslimové. Ale některé verze uvádějí, že Azisovi v útěku z kasárny pomáhali kosovští Albánci, Muslim z Kosova a jeden Rom z Kosova, kteří prý věděli, že Azis chce spáchat tento skutek. Některé verze uvádějí, že Azis Keljmendi měl silné nacionalistické cítění a prosazoval nezávislost Kosova a jeho sjednocení s Albánii.
Azis Keljmendi studoval právo v Prištině. Navzdory dobrým výsledkům studium nedokončil. V roce 1984 vstoupil do komunistické strany. Některé zdroje uvádějí, že často mluvil o sjednocení Kosova s Albánii. Narodil se v Lipljanu v Kosovu a zemřel v Paraćinu v Srbsku.
Po této události se ještě více vyostřili už tak nedobré vztahy mezi Srby a Albánci. Bylo zahájeno vyšetřování celé rodiny Keljmendiů, v některých srbských městech došlo k útokům na obchody, o kterých se vědělo, že je vlastní Albánci. Jugoslávský tisk (v Srbsku) zpřísnil svoji rétoriku vůči albánskému nacionalismu. V Prizrenu nařídilo místní vedení komunistické strany, aby se celá Keljemendiho rodina odstěhovala z města.
Politické vedení svazové republiky začalo používat razantnější prostředky v boji proti jakýmkoliv (byť i domnělým) projevům albánského separatismu. Na celosvazové úrovni začalo srbské vedení (v čele se Slobodanem Miloševićem) požadovat podporu pro razantní akci. Na pohřbu bělehradského vojáka Srđana Simiće skandovali přítomní hesla jako Kosovo je Srbija, či dávali najevo silné protialbánské postoje etc.